# Parapadna plumbea
Parapadna plumbea là một loài bướm đêm trong họ Noctuidae.